# لمور موشی حنایی شمالی
موش لمور حنایی شمالی (نام علمی: Microcebus tavaratra) نام یک گونه از سرده موش لمور است.